# Goryphus apollonis
Goryphus apollonis là một loài tò vò trong họ Ichneumonidae.